# Катран (растение)
Катран (лат. Crambe) — род многолетних или однолетних растений семейства Капустные (Brassicaceae).

## Ботаническое описание

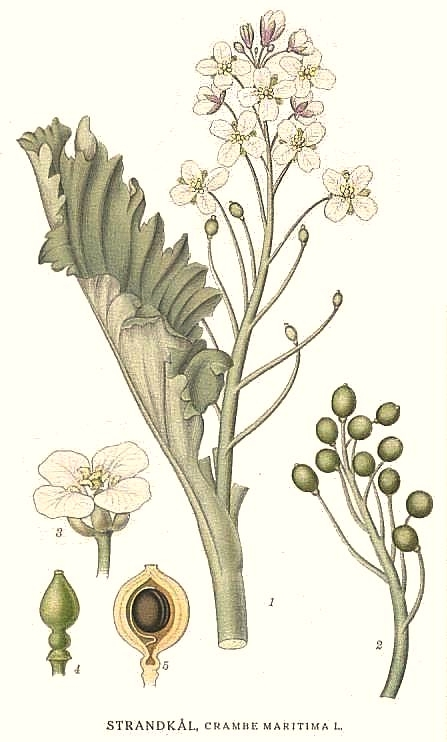
.

Представители рода — однолетние и многолетние травы или полукустарники.
Листья крупные, цельные, перисто-раздельные, или выемчато-лопастные, с опушением из простых волосков или голые.
Чашелистики отклонены. Лепестки белые, редко золотисто-жёлтые, цельные, к основанию клиновидно суженные.
Плод — нераскрывающийся двучленный стручок.

## Распространение и экология
Представители рода в диком виде произрастают в Европе, юго-западной Азии и на востоке Африки.

## Значение и применение
Листья растений вида Катран приморский используются в пищу.
Вид Катран сердцелистный применяется как декоративное растение для формирования бордюров.
Из семян вида Катран абиссинский добывается масло.

## Классификация

### Таксономия[1]
Crambe L., 1753, Sp. Pl. : 671
Род Катран относится к семейству Капустные (Brassicaceae) порядка Капустоцветные (Brassicales). Кладограмма в соответствии с Системой APG IV по состоянию на июнь 2023 года:
|  |                                      |  |                                   |                                   |                     |  | ещё 16 семейств |              |              |                                                          |
|  |                                      |  |                                   |                                   |                     |  |                 |              |              | 38 подтвержденных видов и 1 вид, ожидающий подтверждения |
|  |                                      |  |                                   | порядок Капустоцветные            |                     |  |                 |              | род Катран   |                                                          |
|  |                                      |  |                                   | порядок Капустоцветные            |                     |  |                 |              | род Катран   |                                                          |
|  | отдел Цветковые, или Покрытосеменные |  |                                   |                                   | семейство Капустные |  |                 |              |              |                                                          |
|  | отдел Цветковые, или Покрытосеменные |  |                                   |                                   |                     |  |                 |              |              |                                                          |
|  |                                      |  | ещё 63 порядка цветковых растений | ещё 63 порядка цветковых растений |                     |  |                 | ещё 354 рода | ещё 354 рода |                                                          |
|  |                                      |  |                                   | ещё 63 порядка цветковых растений |                     |  |                 |              | ещё 354 рода |                                                          |

### Виды
- Crambe alutacea  Hand.-Mazz.
- Crambe arborea  Webb  ex  Christ
- Crambe armena N.Busch — Катран армянский
- Crambe cordifolia Steven — Катран сердцелистный
- Crambe edentula  Fisch.  &  C.A.Mey.  ex  Korsh.
- Crambe feuilleei  A.Santos  ex  Prina  &  Mart.-Laborde
- Crambe filiformis  Jacq.
- Crambe fruticosa L.f. — Катран кустарниковый
- Crambe gigantea  (Ceballos  &  Ortuno)  Bramwell
- Crambe gomeraea  Webb  ex  Christ
- Crambe gordjagini  Sprygin  & Popov
- Crambe grandiflora DC. — Катран крупноцветковый
- Crambe grossheimii  I.I.Khalilov
- Crambe hedgei  I.I.Khalilov
- Crambe hispanica L. — Катран испанский
- Crambe juncea  M.Bieb.
- Crambe kilimandscharica O.E.Schulz — Катран килиманджарский
- Crambe koktebelica (Junge) N.Busch — Катран коктебельский
- Crambe kralikii  Coss.
- Crambe laevigata  DC.  ex  Christ
- Crambe maritima L. typus[2] — Катран приморский
- Crambe microcarpa  A.Santos
- Crambe orientalis L. — Катран восточный
- Crambe pinnatifida R.Br. — Катран перистый
- Crambe pritzelii  Bolle
- Crambe scaberrima  Webb  ex  Bramwell
- Crambe schugnana  Korsh.
- Crambe scoparia  Svent.
- Crambe sinuatodentata  Hochst.  &  G.W.Schimp.
- Crambe sinuato-dentata  Hochst.  &  Schimp.
- Crambe steveniana Rupr. — Катран Стевена
- Crambe strigosa  L'Hér.
- Crambe sventenii  Pett.  ex  Bramwell  &  Sunding
- Crambe tamadabensis  A.Prina  &  Marrero Rodr.
- Crambe tataria  Sebeók
- Crambe tatarica Sebeók — Катран татарский

Crambe tatarica Sebeók subsp. aspera (M.Bieb.) Boiss. = [syn.] Crambe aspera M.Bieb. — Катран шершавый
- Crambe wildpretii  Prina  &  Bramwell